# Pedro Suárez de Deza
Pedro Suero o Pedro Suárez de Deza (Deza, ? - Santiago de Compostela, 1206), sacerdote y obispo.

## Biografía
Natural de Deza o fuertemente relacionado con esta comarca, era canónigo de la catedral de Santiago, doctor en derecho y canciller del arzobispo Martín Martínez cuando en 1166, hallándose en Roma, el papa Alejandro III le consagró obispo de Salamanca.
Intervino, al igual que los obispos Cerebruno y Juan de Osma, intentando componer la paz entre los reyes Fernando II de León, Alfonso VIII de Castilla, Alfonso I de Portugal, Alfonso II de Aragón, Sancho VI de Navarra para que se unieran contra los almohades, aunque todas las gestiones fueron infructuosas, y se halló presente en la institución de la Orden de Santiago.
En 1173 el cabildo catedralicio de Santiago le eligió como sucesor del difunto obispo Pedro Gundestéiz. Durante su mandato en Compostela organizó la archidiócesis dividiéndola en cinco arcedianatos, formó nuevos estatutos, continuó la construcción del claustro y terminó la del pórtico de la Gloria de la catedral coincidiendo con el Maestro Mateo, pleiteó insistentemente por los privilegios de la diócesis metropolitana sobre sus sufragáneas, asistió a los concilios de Salamanca de 1175 y 1178 presididos por el legado Giacinto Orsini y al concilio de Letrán III de 1179 y consiguió del papa el privilegio de celebrar jubileo cuando la festividad de Santiago cayera en domingo.
Protegió la enseñanza tanto en Salamanca como en Santiago. Se sabe que promovió en esta última sede los estudios de Derecho.